# Viaje con nosotros
Viaje con nosotros fue un programa de televisión emitido por la cadena española TVE en 1988 y conducido por el cantante y actor Javier Gurruchaga. 

## Formato
Programa de variedades que incluía humor, parodias, música y entrevistas, todo ello marcado por la fuerte personalidad de su presentador, el cantante y showman Javier Gurruchaga, personaje caracterizado por el histrionismo.
El decorado era obra del escenógrafo Gerardo Vera y rememoraba una vieja carpa de circo, con elementos de las novelas de Julio Verne y el futurismo decimonónico.
Fue célebre la imitación satírica de una entrevista de la periodista Victoria Prego al entonces presidente del Gobierno de España Felipe González, encarnados para el sketch respectivamente por el propio Gurruchaga y el actor francés Hervé Villechaize, que padecía enanismo pero que presentaba un enorme parecido físico con González.

## Polémicas
El espacio fue objeto de duras críticas por la emisión el 23 de febrero de 1988, con la actuación de Els Joglars y Albert Boadella, en el que se ironizó sobre la Virgen de Montserrat, el Futbol Club Barcelona y Jordi Pujol, por entonces Presidente de la Generalitat. Se produjeron críticas de Joan Hortalà, de ERC, del Arzobispado de Barcelona, del FC Barcelona y de Jorge Fernández Díaz, entonces presidente de Alianza Popular en Cataluña que solicitó la retirada inmediata del programa.
El 10 de mayo de 1988, se parodió una Misa Católica, con Gurruchaga oficiando de sacerdote, y la colaboración, entre otros, de Julieta Serrano, Antonio de Senillosa, Félix Rotaeta, José Legrá, Narciso Ibáñez Menta y Sara Montiel.

## Equipo
- Dirección: Javier Gurruchaga
- Guión: 
  - Almudena Belda
  - Javier Gurruchaga
  - Carlos López Tapia
  - Máximo Pradera
  - Igor Reyes-Ortiz
- Producción: Juan A. Valenzuela
- Diseño artístico: Gerardo Vera
- Sonido:
  - Alfonso Martín Arahuetes
  - Carlos Moreno Leal

## Premios y distinciones
- Premio Ondas (1988)
- Fotogramas de Plata a Javier Gurruchaga (1988).

Fue considerado por el Grupo Joly uno de los cien mejores programas de la historia de la televisión en España.

## Invitados (selección)
- Albert Boadella
- Ana Obregón
- Antonio de Senillosa
- Antonio Resines
- Bertín Osborne
- Camilo José Cela
- Chumy Chúmez
- Cristina Almeida
- Fernando Arrabal
- Fernando Savater
- Francisco Maestre
- Guillermo Montesinos
- Iñaki Perurena
- Joe Cocker
- José Legrá
- Julieta Serrano
- Luis Antonio de Villena
- Luis Escobar
- Luz Casal
- Maruja Torres
- Miguel Bosé
- Miguel Ríos
- Nacha Pop
- Narciso Ibáñez Menta
- Nina Hagen
- Pedro Almodóvar
- Pitita Ridruejo
- Sara Montiel
- Terenci Moix
- The Manhattan Transfer
- Tino Casal
- Victoria Abril